# Ryō Azumi
Ryō Azumi (あずみ 椋, Azumi Ryō) és una mangaka japonesa nascuda a Tòquio que treballa dibuixant literatura Antiga Nòrdica i altres temes del Nord d'Europa i de l'època vikinga.
A l'institut va començar a dibuixar seriosament, va publicar el seu primer treball el 1981 i va fer algunes col·laboracions amb Wings i altres revistes a principis dels anys 80. El 1986 va publicar la primera part de la seva òpera magna, The Scarlet Sword (緋色い剣, Akai Tsurugi) que va reunir un total 1675 pàgines repartides en 10 volums.
Les seves aficions són viatjar sola, sobretot als països escandinaus, visitar museus, ruïnes i castells, passejar en bicicleta, els gats i escoltar música de Edvard Grieg, Richard Wagner, Jean Sibelius i Secret Garden.

## Llista de treballs
Algunes de les seves obres són les següents:
| Títol original                                                             | Títol anglès           | Volums | Any       |
| -------------------------------------------------------------------------- | ---------------------- | ------ | --------- |
| Ginga o Tsugumono (銀河を継ぐもの（合作）)                                 | -                      | 1      | 1981      |
| Berenusu no Robin - Honoo no Densetsu (ベレヌスのロビン・炎の伝説（合作）) | -                      | 2      | 1983      |
| Belenus no Robin: Honoo no Senshi                                          | -                      | 2      | 1984      |
| Hikari kagayaku meikyuu (光輝く迷宮)                                       | -                      | 1      | 1984      |
| Pairazaata (パイラザータ)                                                  |                        | 2      | 1984      |
| Gekkou wa gin no ya no gotoku (獅子の如く)                                 | -                      | 1      | 1987      |
| Hokuou densetsu                                                            | -                      | 2      | 1987      |
| Nibelung no Yubiwa (ニーベルングの指環)                                    | Ring of the Nibelungen | 4      | 1989-1991 |
| Misuterion (ミステリオン)                                                  | Mysterion              | 5      | 1992-1995 |
| Shishi no gotoku (獅子の如く)                                              | Like the Lion          | 5      | 1994-2001 |
| Kami no Yari (神の槍)                                                      |                        | 1      | 1996      |
| Nigiyaka na Bansan (にぎやかな晩餐)                                        | -                      |        | 1997      |
| Akai Tsurugi                                                               | -                      | 10     | 2002      |